# Both Are True
Both Are True ist ein Jazzalbum der Webber / Morris Big Band unter Leitung von Angela Morris und Anna Webber. Die am 27. November 2018 im Veranstaltungsort Roulette Intermedium in Brooklyn sowie am 20. Oktober 2019 im Buckminster Forest entstandenen Aufnahmen erschienen am 3. April 2020 auf dem Label Greenleaf Music.

## Hintergrund
Morris und Webber sind seit mehreren Jahren in der New Yorker Szene aktiv und haben diese Band fünf Jahre zuvor gemeinsam geleitet. Webber arbeitete weiterhin mit größeren Gruppen, die Musik spielten, die von klassischen Komponisten des 20. Jahrhunderts inspiriert waren, und mit ihrem Simple Trio mit John Hollenbeck und Matt Mitchell. Morris wiederum hat mit ihrem Ensemble Rallidae und ihrer Arbeit in Bands unter der Leitung von Jessica Pavone, Myra Melford und Helado Negro Bekanntheit erlangt. In einem Anfang 2020 veröffentlichtem Interview waren sich Webber und Morris einig, dass sie es vermeiden würden, traditionelle Big-Band-Arrangements für ihr 18-köpfiges Ensemble mit Sitz in New York zu schreiben, das 2015 gegründet wurde.
Anna Webbers Komposition „Rebonds“ basiert auf einem gleichnamigen Werk für Solo-Perkussion des griechischen Komponisten Iannis Xenakis. Gesang ist im letzten Titel des Albums „Reverses“ zu hören, in Form einer von Musik überlagerter Rezitation eines Textes von Maya Angelou am Ende des Stücks.

## Titelliste
- Webber/Morris Big Band; Both Are True (Greenleaf Music GRE-CD 1075)[4]

1. 1  Climbing on Mirrors (Anna Webbe), Solist Charlotte Greve (10:45)
2. Duo 1 (Angela Morris, Anna Webber) (0:48)
3. Both Are True (Angela Morris), Solist: Anna Webber, Jay Rattman, Patricia Brennan (10:16)
4. Rebonds (Anna Webber), Solist: Dustin Carlson (3:10)
5. Coral (Angela Morris), Solist: Adam O’Farrill (10:07)
6. And It Rolled Right Down (Angela Morris), Solisten: Adam Schneit, Jake Henry, Reginald Chapman (6:36)
7. Foggy Valley (Angela Morris, Anna Webber, Nathaniel Morgan), Solistin: Angela Morris (3:47)
8. Duo 2 (Angela Morris, Anna Webber) (1:26)
9. 9  Reverses (Anna Webber), Solist: Kenny Warren, Liedtext von Maya Angelou (11:39)

## Rezeption

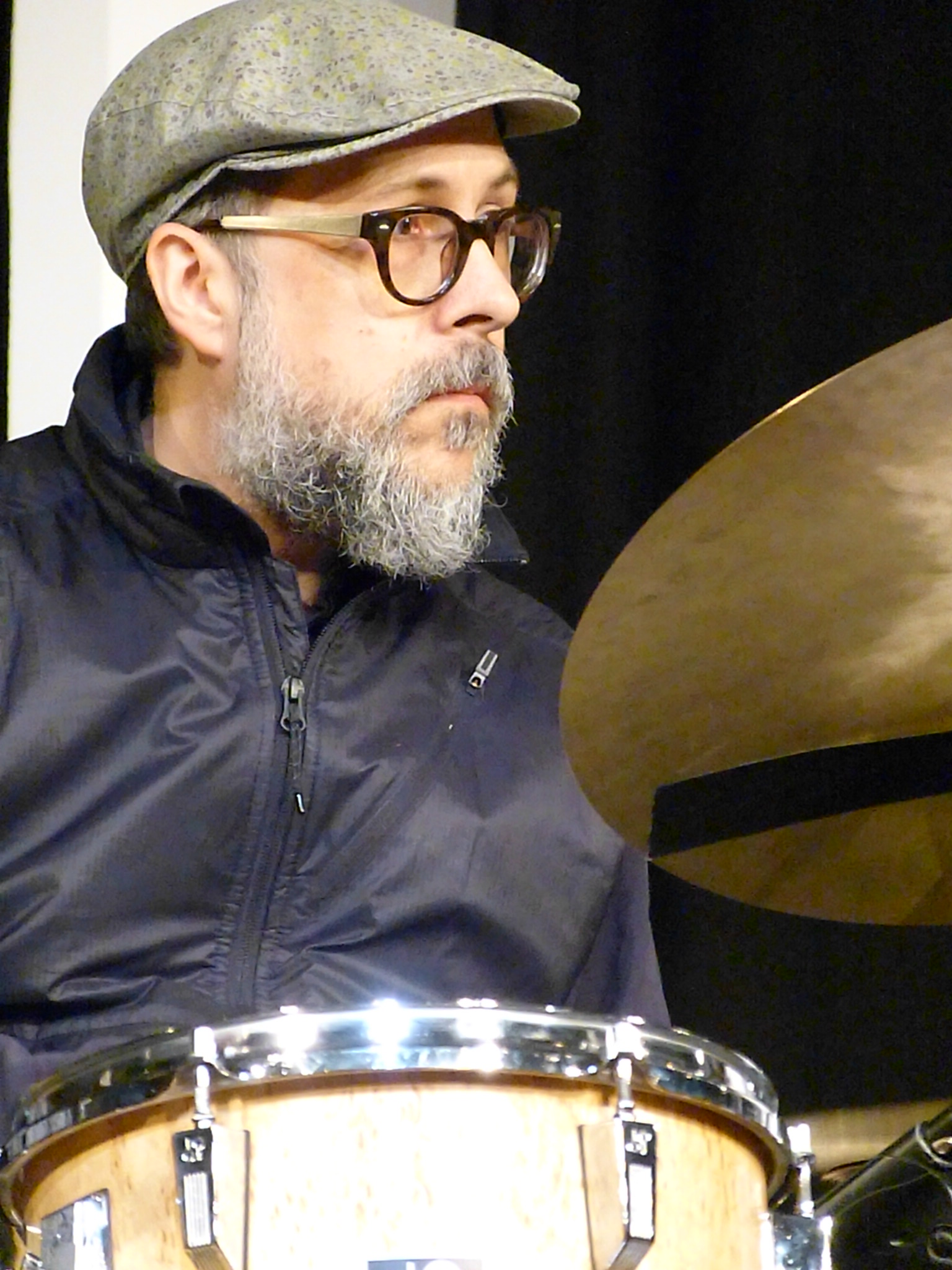
John Hollenbeck 2019

Martin Johnson schrieb in JazzTimes, das Aufkommen von Big Bands sei einer der überraschendsten Jazz-Trends im 21. Jahrhundert; und tatsächlich stünden die neuen Big Bands für Klangtrends im Jazz, indem sie fantasievolle Kompositionstechniken und originelle Improvisationen einfangen und erweitern. Wenn die Entwicklung langsam in den 1990er-Jahren mit dem Maria Schneider Orchestra begonnen hätte, sei dies im letzten Jahrzehnt durch die Arbeit von Bands unter der Leitung von John Hollenbeck, Darcy James Argue, Miho Hazama, Dan Weiss, Brian Krock und anderen vermehrt fortgeführt worden. Die neueste Entwicklung in diesem Stil stamme von Anna Webber und Angela Morris und ihrer ersten Big-Band-Aufnahme. „Die Co-Leader teilen eine Leidenschaft für Klangfarbe, einzigartige Rhythmen, ungewöhnliche Stimmen und beißende Soli, die auf diesem Album in Hülle und Fülle zu finden sind.“ Wie so oft bei ersten Alben, die jahrelang in Arbeit waren, resümiert der Autor, sei Both Are True eine überzeugende Zusammenstellung intensiver Ideen, die aufregend umgesetzt würden.
Dave Sumner zählte das Album zu den besten Neuveröffentlichungen des Jahres 2020 und schrieb, die Big Band von Angela Morris und Anna Webber sei ein Chamäleon. Es sei zwar ein klares Produkt der modernen Szene, doch die Musik sei geprägt von der unverkennbaren Anmutung vergangener Big Bands. Diese Balance zwischen etwas Altem und etwas Neuem verleihe der Musik einen formbaren Klang, der zu dem wird, wonach der Hörer suche, so der Autor. Die Fähigkeit, etwas Modernes zu präsentieren und gleichzeitig diejenigen anzusprechen, die einfach „mehr von dem Guten“ wollen, sei eine schwer einzufädelnde Nadel. Genau damit hätten Morris und Webber jedoch das Big-Band-Album des Jahres gemacht.
Nach Ansicht von Dan Ouellette (Down Beat) ist das Album weit davon entfernt, eine weitere Sammlung von swingenden Standards zu sein, denn das Album bestehe aus überzeugenden Erkundungen der klanglichen Möglichkeiten von Big Bands. Die Eröffnungsmelodie „Climbing On Mirrors“ von Webber sei ein dynamischer Ausbruch mit einem Tenorsaxophon-Flöten-Tanz, und der packende Titeltrack von Morris sei mysteriös und dunkel, was im Hintergrund wie elektronisches Schaben klinge.
Nach Ansicht von John Sharpe, der das Album in All About Jazz rezensierte, erweitern die beiden Bandleaderinnen die Tradition durch experimentierfreudige Arrangements, die mit der Unvorhersehbarkeit des Improvisierens gewürzt sind, indem sie die Wendigkeit einer viel kleineren Gruppe kooptieren und sich an nicht standardmäßigen Techniken erfreuen. Während Webbers Melodien häufig eigenwillige rhythmische Einheiten enthalten, tendieren Morris’ Stücke im Allgemeinen dazu, sich in impressionistischere improvisatorische Gebiete auszudehnen.

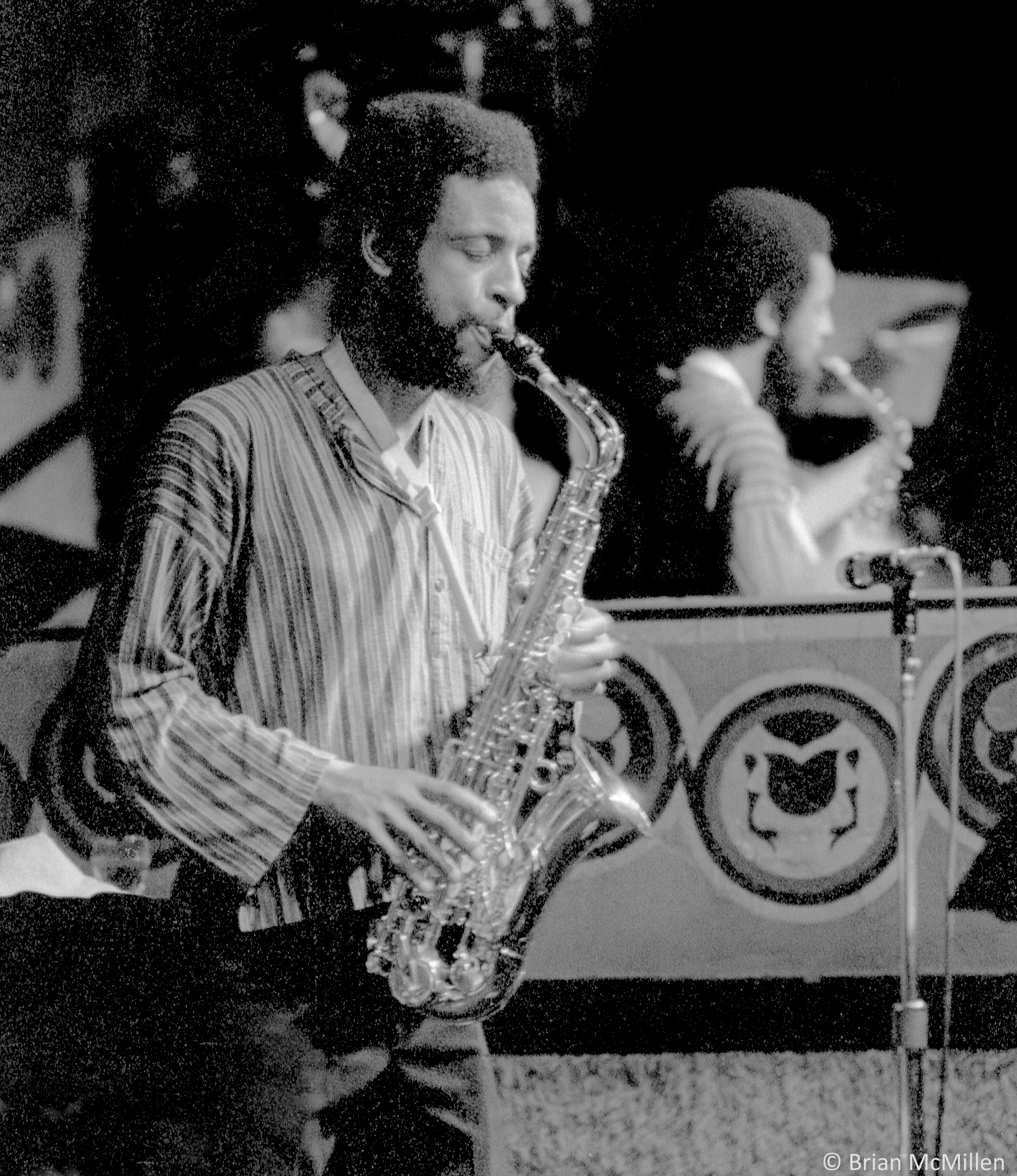
Henry Threadgill (1979)

Will Layman (Pop Matters) notierte, der neue Jazz der letzten 20 Jahre sei eine aufregende und wandelbare Sache – eine Kombination aus Komposition und Improvisation, die sich auf die reiche Geschichte der afroamerikanischen Musik des 20. Jahrhunderts stützt, aber auch auf die Experimente und Freiheiten der neuen Musik der westeuropäischen Tradition. Der größte Teil dieser Musik wurde von kleinen bis mittelgroßen Bands aufgeführt, angefangen mit frühen Beispielen wie David Murrays Oktett, Henry Threadgills sieben- und achtköpfige Gruppen oder Steve Colemans verschiedene Ensembles bis zu neueren Gruppen unter der Leitung von Anna Webber, Mary Halvorson, Matt Mitchell und vielen anderen. Der neue Jazz, schrieb Layman weiter, habe Führungskräfte und Interpreten in der ganzen Bandbreite der Vielfalt; die Musik des Albums sei ein Triumph, was erneut darauf hindeutet, dass Kreativität am besten genutzt wird, wenn die Barrieren für Zugang und Beteiligung fallen und niedrig bleiben. Die Barrieren, die Both Are True überwunden habe, seien stilistisch und mental. Hier finde man eine Jazzband vor, die eng arrangiert und herrlich frei sei, ein neues Musikensemble, das improvisiert und präzise spielt, eine komplexe moderne Sprache.
Thom Jurek verlieh dem Album in Allmusic vier Sterne und schrieb, Both Are True begeistere durch musikalisches Feuerwerk, Humor, eine wild kreative harmonische Palette, Disziplin und Freude. Dies sei eine bahnbrechende Arbeit, die eine einzigartige Identität für die Webber/Morris Big Band in Gegenwart und Zukunft schaffe.